# Duńscy posłowie do Parlamentu Europejskiego 2019–2024
Duńscy posłowie IX kadencji do Parlamentu Europejskiego zostali wybrani w wyborach przeprowadzonych 26 maja 2019, w których wyłoniono 13 deputowanych. W 2018 zaplanowano przyznanie Danii 1 dodatkowego mandatu (w ramach rozdzielenia części mandatów przynależnych Wielkiej Brytanii), jednak procedura jego obsadzenia została opóźniona w związku z przesunięciem daty brexitu i przeprowadzeniem wyborów również w Wielkiej Brytanii.

## Posłowie według list wyborczych
Venstre
- Asger Christensen
- Morten Løkkegaard
- Erik Poulsen, poseł do PE od 22 listopada 2022
- Bergur Løkke Rasmussen, poseł do PE od 22 listopada 2022

Socialdemokraterne
- Niels Fuglsang
- Christel Schaldemose
- Marianne Vind, poseł do PE od 2 lipca 2019

Socjalistyczna Partia Ludowa
- Margrete Auken
- Kira Marie Peter-Hansen[2]

Det Radikale Venstre
- Morten Helveg Petersen
- Karen Melchior

Duńska Partia Ludowa
- Anders Primdahl Vistisen, poseł do PE od 22 listopada 2022

Konserwatywna Partia Ludowa
- Pernille Weiss

Czerwono-Zieloni
- Nikolaj Villumsen

Byli posłowie IX kadencji do PE
- Jeppe Kofod (Socialdemokraterne), do 2 lipca 2019, faktycznie nie przystąpił do wykonywania obowiązków poselskich (jego mandat wygasł w dniu rozpoczęcia kadencji 2 lipca 2019)[3]
- Søren Gade (Venstre), do 14 listopada 2022
- Linea Søgaard-Lidell (Venstre), od 1 lutego 2020 (objęcie mandatu było zawieszone do czasu brexitu) do 14 listopada 2022
- Peter Kofod (Duńska Partia Ludowa), do 14 listopada 2022